# Vahtrissoo
Vahtrissoo este o arie protejată (arie specială de conservare — SAC, sit de importanță comunitară — SCI) din Estonia întinsă pe o suprafață de 47,3 ha, integral pe uscat.

## Localizare
Centrul sitului Vahtrissoo este situat la coordonatele 58°18′44″N 22°08′59″E / 58.3123°N 22.1498°E.

## Înființare
Situl Vahtrissoo a fost declarat sit de importanță comunitară în aprilie 2004 pentru a proteja 1 specie de plante. Situl a fost protejat și ca arie specială de conservare în mai 2007.

## Biodiversitate
Situată în ecoregiunea boreală, aria protejată conține 2 habitate naturale: Mlaștini calcaroase cu Cladium mariscus și specii de Caricion davallianae, Mlaștini alcaline.
La baza desemnării sitului se află o specie protejată de  plante: Rhinanthus osiliensis.